# Cloreto de ouro(III)
Cloreto de ouro (III) ou cloreto áurico é o composto químico com a fórmula AuCl3.
Cloreto de ouro (III) é usado como catalisador em química orgânica e como composto básico para produção de outros compostos de ouro.